# Braço do Norte (kommun)
Braço do Norte är en kommun i Brasilien.   Den ligger i delstaten Santa Catarina, i den södra delen av landet, 1 400 km söder om huvudstaden Brasília. Antalet invånare är 29 018.
Följande samhällen finns i Braço do Norte:
- Braço do Norte

I omgivningarna runt Braço do Norte växer i huvudsak städsegrön lövskog. Runt Braço do Norte är det ganska glesbefolkat, med 47 invånare per kvadratkilometer.